# Chromis torquata
Chromis torquata là một loài cá biển thuộc chi Chromis trong họ Cá thia. Loài này được mô tả lần đầu tiên vào năm 2018.

## Từ nguyên
Tính từ định danh torquata trong tiếng Latinh có nghĩa là "được trang trí với vòng cổ", hàm ý đề cập vạch đen ở phía sau đầu của loài cá này.

## Phạm vi phân bố và môi trường sống
C. torquata mới chỉ được tìm thấy ở ngoài khơi Mauritius và Réunion, được quan sát và thu thập ở độ sâu khoảng từ 10 đến 40 m.

## Mô tả
C. torquata có chiều dài cơ thể lớn nhất được ghi nhận là 8,7 cm. Loài này có màu nâu đen ở trên của thân sau và dọc theo lưng, nổi bật với một dải đen từ lưng trước kéo dài xuống gốc vây ngực; phần thân còn lại có màu xám, trắng hơn ở bụng. Hai thùy đuôi được viền bởi dải màu nâu sẫm. Mống mắt màu vàng cam sáng là đặc điểm giúp phân biệt với Chromis opercularis, chủ yếu là màu đen với một viền vàng mỏng bao quanh con ngươi.
Số gai ở vây lưng: 13; Số tia vây ở vây lưng: 11; Số gai ở vây hậu môn: 2; Số tia vây ở vây hậu môn: 10–11; Số gai ở vây bụng: 1; Số tia vây ở vây bụng: 5; Số tia vây ở vây ngực: 19–20.

## Sinh thái học
Thức ăn của C. torquata là động vật phù du. Cá đực có tập tính bảo vệ và chăm sóc trứng; trứng có độ dính và bám vào nền tổ.